# 超アニ! EXTEND
超！アニ EXTEND（ちょう!アニ エクステンド）は、文化放送で放送されていたラジオ番組。
2007年5月5日放送開始。同年6月30日終了。全9回。
『A&G 超RADIO SHOW〜アニスパ!〜』の内包番組として放送されていた。

## 放送時間
- 毎週土曜日

## パーソナリティ
- 小野坂昌也（声優）
- 板東愛（同上）

## コーナー
- 超アニ!ブラックジャック

ビンゴマシーンで数字を指定し、アニメロミックスに登録されている楽曲数が指定した数字に近いアーティストを当てる。
より遠かった方は罰ゲーム。内容は回によって異なる。